# International Solidarity Movement

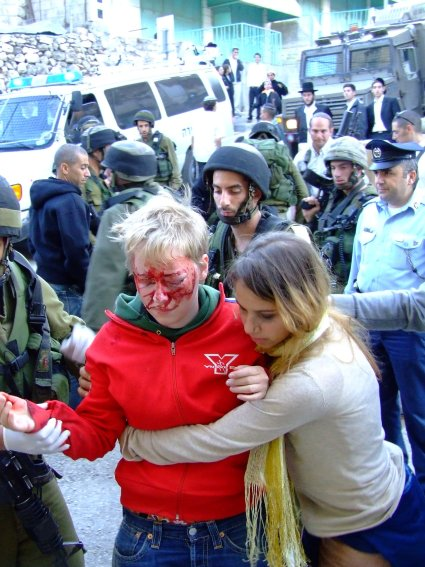
Svensk kvinnlig demonstrant som fått kindbenet krossat av israeliska bosättare

International Solidarity Movement (ISM) är en rörelse bestående av internationella aktivister som genom direkt aktion, dokumentation och närvaro i det ockuperade Palestina, arbetar för att "uppmärksamma den palestinska kampen för frihet och slut på den israeliska ockupationen". 
Rörelsen uppmanar människor runt om i världen att protestera mot den israeliska ockupationen av Palestina genom icke-våldsaktioner.

## Grundande
Rörelsen grundades 2001 av palestiniern Ghassan Andoni, israelen Neta Golan, Palestina-amerikanen Huwaida Arraf, den palestinska aktivisten George N. Rishmawi och amerikanen Adam Shapiro.

## Grundprinciper
International Solidarity Movement arbetar efter principerna att rörelsen ska vara 
- Ledd av palestinier

Alla aktioner som utförs av ISM ska vara bemyndigad av palestinier. Ofta samarbetar därför ISM med de regionala folkkommittéerna i utförandet av manifestationer. Skälet till denna princip är att palestinierna drabbas hårdast av konsekvenserna av en aktion.
- Baserad på icke-våld

ISM erkänner palestiniernas rätt till väpnat motstånd men menar samtidigt att den internationella närvaron bäst verkar genom icke-våld.
- Beslutsfattande enligt konsensusmetoder

Alla beslut inom ISM sker genom konsensusmetodik. Detta innebär förenklat att en medlem kan stödja, föreslå förändring, avstå eller blockera ett beslut. Eftersom ISM inte har något beslutsfattande organ eller fattar beslut genom röstning kan det inte sägas röra sig om en organisation, utan en rörelse med ett ideal om att sakna hierarki. Detta sägs vara ISM:s svaghet och styrka.

## ISM's inställning till icke-våld
ISM:s utger sig för att vara en icke-våldsrörelse. Samtidigt menar rörelsen "Så som fastslagit i internationell lag och i FN:s resolutioner, erkänner vi palestiniernas rätt att vägra det israeliska våldet och ockupationen genom legitimt väpnat motstånd. Dock anser vi att ickevåld är ett kraftfullt vapen i kampen mot förtrycket och vi är hängivna det motstånd som baseras på ickevåld"[källa behövs]. Rörelsen betraktar inte förstörelse av egendom som våldsamt motstånd och berättigar därmed aktioner riktat mot militära barriärer på ockuperad mark.
ISM har tidigare arbetat enligt följande metoder:
- Aktioner i syfte att fördröja, försvåra och omöjligöra militära operationer genom internationell närvaro, dokumentation och direkta aktioner som mänskliga sköldar.[1]
- Agera följeslagare till palestinier för att minimera våld från israeliska bosättare och/eller soldater. Exempelvis genom att bevaka köerna igenom israeliska checkpoints och försäkra sig om att kontrollerna genomförs effektivt, samt genom att delta i den årliga olivskörden, vilken ofta försvåras och förhindras av bosättare och soldater.
- Avlägsna vägspärrar. Dessa är stora obemannade cementblock längs palestinska vägar på Västbanken, ibland placerade av israeliska militären vid infarter till palestinska byar. Därigenom isoleras invånarna när in- och utgående trafik förhindras.
- Försöka blockera framfarten för militära fordon, såsom stridsvagnar och bulldozers. [2]
- Trotsa påbjudna utegångsförbud i palestinska områden för att kunna dokumentera militära operationer, förse palestinska hem med mat och medicin samt eskortera sjukvårdspersonal och assistera dem i dess arbete.
- Störa byggandet av Israels barriär kring, och igenom, Västbanken och Gazaremsan.
- Vistas i områden som israelisk militär hävdar vara "closed military zones". Detta är egentligen ingen metod i sig, utan ett måste då de områden som ISM verkar i ofta provisoriskt utfärdas som "closed military zone" av den israeliska militären.
- Försöka häva den israeliska blockaden av det Hamas-styrda Gaza med Ship to Gaza-initiativen.
- Konfrontera israeliska soldater.[3]

## Dödsoffer och allvarligt skadade ISM-aktivister
Den 2 april 2002 ådrog sig den australiska ISM-aktivisten Kate Edwards allvarliga inre skador från skott avfyrade av israelisk militär under en demonstration i Beit Jala. Händelsen fångades på film och förekommer i den palestinska filmskaparen Leila Sonsours dokumentär Jeremy Hardy vs the Israeli Army.
Den 22 november 2002 sköts den irländska ISM-aktivisten Caoimhe Butterly av israelisk militär i Jenin..
Den 16 mars 2003 dödades ISM-aktivisten Rachel Corrie när hon försökte hindra en pansarförsedd israelisk militärbulldozer. En intern utredning av den israeliska militären kom fram till att Corries död var en olyckshändelse men ögonvittnen bestrider kraftigt detta och berättar hur bulldozern med avsikt körde på Corrie när hon var fullt synlig för föraren. IDF hävdar att filmmaterialet från händelsen visar att Corrie är under förarens sikt och att bullernivån var så hög att Corries skrik inte kan ha uppfattats från förarhytten.
Den 5 april 2003 sköts ISM-aktivisten Brian Avery i ansiktet av maskingevärseld från ett israeliskt militärfordon när han eskorterade palestinsk sjukvårdspersonal.
Den 11 april 2003 sköts brittiske ISM-aktivisten Thomas Hurndall av en israelisk prickskytt när han eskorterade palestinska skolbarn. Skottet träffade Hurndall i skallen och han förklarades senare hjärndöd. Inledningsvis hävdade soldaten att skjutningen var en del av en väpnad strid mellan israeliska soldater och palestinska stridande. Senare erkände soldaten att han skjutit i avskräckande syfte. Hurndall dog den 13 januari 2004. Inledningsvis hävdade IDF att "vid tiden då han (Hurndal) ådrog sig skadan, var Tom Hurndall beväpnad, bar en tigerkappa och sköt mot en IDF-förläggning medan han tog skydd bakom en närbelägen byggnad mellan sina skott." Det stred helt emot ISM:s utsago och fotobevis kunde styrka att Hurndall var obeväpnad, bar en ljusorange jacka med International Solidarity Movement tryckt och hjälpte två palestinska skolbarn undan från israelisk eld från ett beskjutande militärfordon.
Senare erkände IDF-sergeanten Idier Wahid Taysir, att han hade ljugit i sin beskrivning av händelsen. Den 10 maj 2004 påbörjades rättegången mot Taysir Hayb som stod åtalad för dråp, förhindrat rättsväsendet i sitt arbete, givit falskt vittnesmål, framtvingat falskt vittnesmål och opassande beteende inom militärväsendet. Hurndalls familj ville att han skulle åtalas för mord.
I augusti 2005 fälldes sergeant Taysir för dråp och dömdes till totalt åtta års fängelse, sju år för dråp och ett för att ha förhindrat rättsväsendet i sitt arbete.
Den 6 september 2007 dödades ISM-aktivisten Akram Ibrahim Abu Sba’ av en medlem av Islamiska Jihad i Jenin på norra Västbanken.
Den 13 mars 2009 sköts den amerikanska ISM-aktivisten Tristan Anderson i huvudet i Nil'in när israelisk militär invaderade staden efter en demonstration mot murbygget som skär genom Nil'ins marker. Anderson träffades av en tårgasbehållare avfyrad från cirka 60 meters avstånd som punkterade hans högra hjärnhalva. Han vårdades på sjukhus i Tel Aviv i kritiskt tillstånd. 
Andra ISM-aktivister och Tristans flickvän Gabrielle Silverman bevittnade händelsen. Silverman uttalade sig i tv-programmet Democracy Now!:

"Vi var på en demonstration mot muren, mot den israeliska apartheidmuren, i byn Nil'in på Västbanken, ungefär 26 kilometer väster om Ramallah. Jag var väldigt nära honom när han sköts. Jag var bara några få steg bort. Demonstrationen hade pågått i flera timmar. Den höll på att avslutas. Det var nästan över. De flesta hade redan gått hem. Vi stod på en gräsplätt i närheten av byns moské och Tristan fotograferade". 